# Lassana Diarra
Lassana Diarra (født 10. marts 1985 i Paris) er en fransk tidligere fodboldspiller, der spillede for det franske fodboldlandshold.

## Klubkarriere

### Le Havre
"Lass", som han ofte kaldes, startede sin karriere i den franske klub, Le Havre på trods af at han er født og opvokset i Frankrigs hovedstad, Paris. Herfra udviklede Lass sig meget, og det betød at Chelsea F.C. i sommeren 2005 hentede ham til Englands hovedstad, London for en pris på 1 million pund, som efterfølger til den aldrende Claude Makélélé.

### Chelsea
Lass blev hurtigt indlemmet i træner José Mourinhos trup for sæsonen 2005-2006 sæson. Han fik sin debut for Chelsea F.C. i en Champions League-kamp mod Real Betis som Chelsea F.C. vandt 4-0. Ved enden af sæsonen blev Lass kåret som Chelsea F.C.'s "Young Player Of The Year". Lass kom dog aldrig til at etablere sig som en marginal spiller for Chelsea F.C. og derfor skiftede han efter 2 sæsoner i Chelsea F.C. til en anden London-klub, Arsenal F.C..

### Arsenal
I Arsenal F.C. fik Lass trøje nummer 8 efter Fredrik Ljunbjerg, der den sommer havde skiftet til en anden London-klub, West Ham United. Men i Arsenal F.C. gik Lass' udvikling dog helt i stå, på trods af at Lass havde set frem til dette skifte på grund af den franske manager, Arsene Wenger og Arsenal F.C.'s måde at spille fodbold på. Lass fik debut for Arsenal F.C. i en Champions League-kamp mod spanskeSevilla FC. Det var dog en anden franskmand som træner Arsene Wenger valgte at satse på til den centrale/defensive midtbane, nemlig Mathieu Flamini.

### Portsmouth
Det betød at Lass blot 6 måneder efter sit skifte til Arsenal F.C., blev solgt videre til Portsmouth F.C. for en anslået pris på 5.5 millioner pund i januar 2008. Lass skiftede officielt til Portsmouth F.C. den 17. januar 2008, og udtrykte ved skiftet at hans mål med skiftet var at komme med til det forstående EM. I Portsmouth F.C. havde Lass stor succes under træner, Harry Redknapp der havde formået at bygge et slagkraftigt mandskab op med profiler som: Jermaine Defoe, Peter Crouch, Niko Kranjcar.
Den store succes for både Lass og resten af Portsmouth F.C.-mandskabet betød, at Lass endte med at blive udtaget til den franske landsholdstrup der skulle til Schweiz og Østrig for at deltage ved EM 2008. Sammen med Portsmouth F.C. havde Lass blandt andet vundet FA Cuppen og dermed opnået en Community Shield-kamp mod de engelske mestre Manchester United. Portsmouth F.C. tabte kampen på straffespark blandt andet på grund af, at Lass brændte sit forsøg.

### Real Madrid
Lass og Portsmouth F.C. fortsatte hvor de slap efter sommeren i sæsonen 2008-2009. Den 26. oktober forlod træner Harry Redknapp dog jobbet til fordel for trænersædet i London-klubben, Tottenham Hotspur der havde fået en forfærdelig start på sæsonen under den spanske ellers succesfulde træner, Juande Ramos, hvor man kun havde opnået 2 point efter 8 kampe. Men Lass fortsatte sit fine spil for Portsmouth F.C. og det betød at selveste kongeklubben, Real Madrid den 17. december annoncerede at man havde skrevet en formel kontrakt med Lass og var blevet enige med Portsmouth F.C. om en overgangssum i omegnen af 20 millioner pund. Handelen blev en realitet den 1. januar 2009 da Lass sagde farvel til sine holdkammerater i Portsmouth F.C. og rejste til den spanske hovedstad, Madrid.
Ved hans præsentation i Real Madrid blev Lass præsenteret med trøje nummer 6 som ellers tilhørte en anden Diarra, nemlig Mahamadou Diarra. Men han var dømt ude resten af sæsonen og det betød at nummer 6 som Lass også havde haft i Portsmouth F.C. var ledigt og derfor kunne han få det nummer. Men for at undgå en forveksling mellem de to Diarra, fik Lassana Diarra trykt kaldenavnet, "Lass" bag på trøjen. Lass blev hentet til Real Madrid af træner Juande Ramos der efter sin fyring i Tottenham Hotspur tog over efter den fyrede tysker Bernd Schuster der inden kampen mod rivalen FC Barcelona, også kendt som "El Clásico havde sagt at det var umuligt at slå FC Barcelona som blev trænet af klubmanden, Josep Guardiola.
Lass gik straks ind på Real Madrid-holdet under Juande Ramos og tilspillede sig en stamplads. I Champions League-regi, fik Lass nummer 39. I den forbindelse var det enten ham eller den hollandske målscorer Klass-Jan Huntelaar der også blev hentet i januar der kunne blive registreret til Champions League. Denne clinch enten med at falde ud til Lass' fordel.
Efter en fornem første halv sæson i Real Madrid skiftede Lass fra nummer 6 som Mahamadou Diarra skulle have tilbage efter igen at være klar oven på sin skade, til nummer 10 som blev ledigt da hollandske Wesley Sneijder blev solgt til Internazionale F.C.. I Real Madrid bliver Lass ligesom tilfældet var det i Chelsea F.C., betragtet som arvetageren efter Claude Makélélé som også ligesom Lass spillede for blandt andre, Chelsea F.C., Real Madrid, og selvfølgelig det franske fodboldlandshold.